# Tormentas geomagnéticas de octubre de 2003

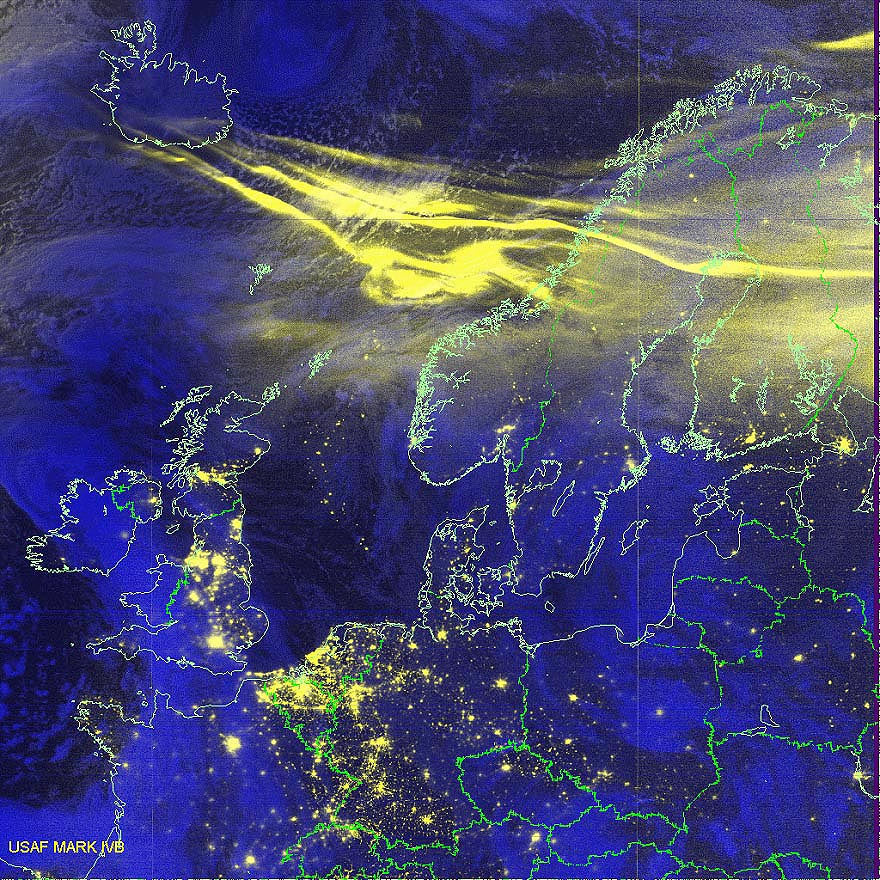
Imagen compuesta de la aurora boreal vista por el satélite DMSP el 30 de octubre de 2003 sobre Europa.

Las tormentas geomagnéticas de octubre de 2003 fueron una serie de tormentas solares que involucraron erupciones solares y eyecciones de masa coronal (EMC) que ocurrieron desde mediados de octubre hasta principios de noviembre de 2003, alcanzando su punto máximo alrededor del 28 y 29 de octubre, cerca de la celebración de Halloween. Esta serie de tormentas generó la erupción solar más grande jamás registrada por el sistema GOES, modelada con una fuerza tan fuerte como X45 (inicialmente estimada en X28 debido a la saturación de los detectores del GOES).

## Efectos

### En la Tierra
Los sistemas satelitales y las comunicaciones se vieron afectados por las tormentas: se recomendó a los aviones que evitaran grandes altitudes cerca de las regiones polares, y en Suecia se produjo un corte de energía de una hora debido a la actividad solar. Se observaron auroras boreales en latitudes tan al sur como Texas y los países mediterráneos de Europa. Doce transformadores en Sudáfrica quedaron inutilizados y tuvieron que ser reemplazados, a pesar de la baja latitud geomagnética del país.

### En satélites y naves espaciales
El satélite SOHO falló temporalmente y el Advanced Composition Explorer (ACE) resultó dañado por la actividad solar. Muchas otras naves espaciales resultaron dañadas o experimentaron tiempos de inactividad debido a diversos problemas. Algunas de ellas se pusieron intencionalmente en modo seguro para proteger a los equipos más sensibles. Los astronautas a bordo de la Estación Espacial Internacional tuvieron que permanecer dentro de las partes más protegidas del segmento orbital ruso para protegerse contra el aumento de los niveles de radiación.
Las emisiones de la EMC fueron observadas posteriormente por la nave Mars Odyssey que orbitaba alrededor de Marte, la sonda Ulysses cerca de Júpiter y la nave espacial Cassini en ruta a Saturno. En abril de 2004, la sonda Voyager 2 también pudo detectar las emisiones cuando llegaban a la nave espacial.

## Análisis

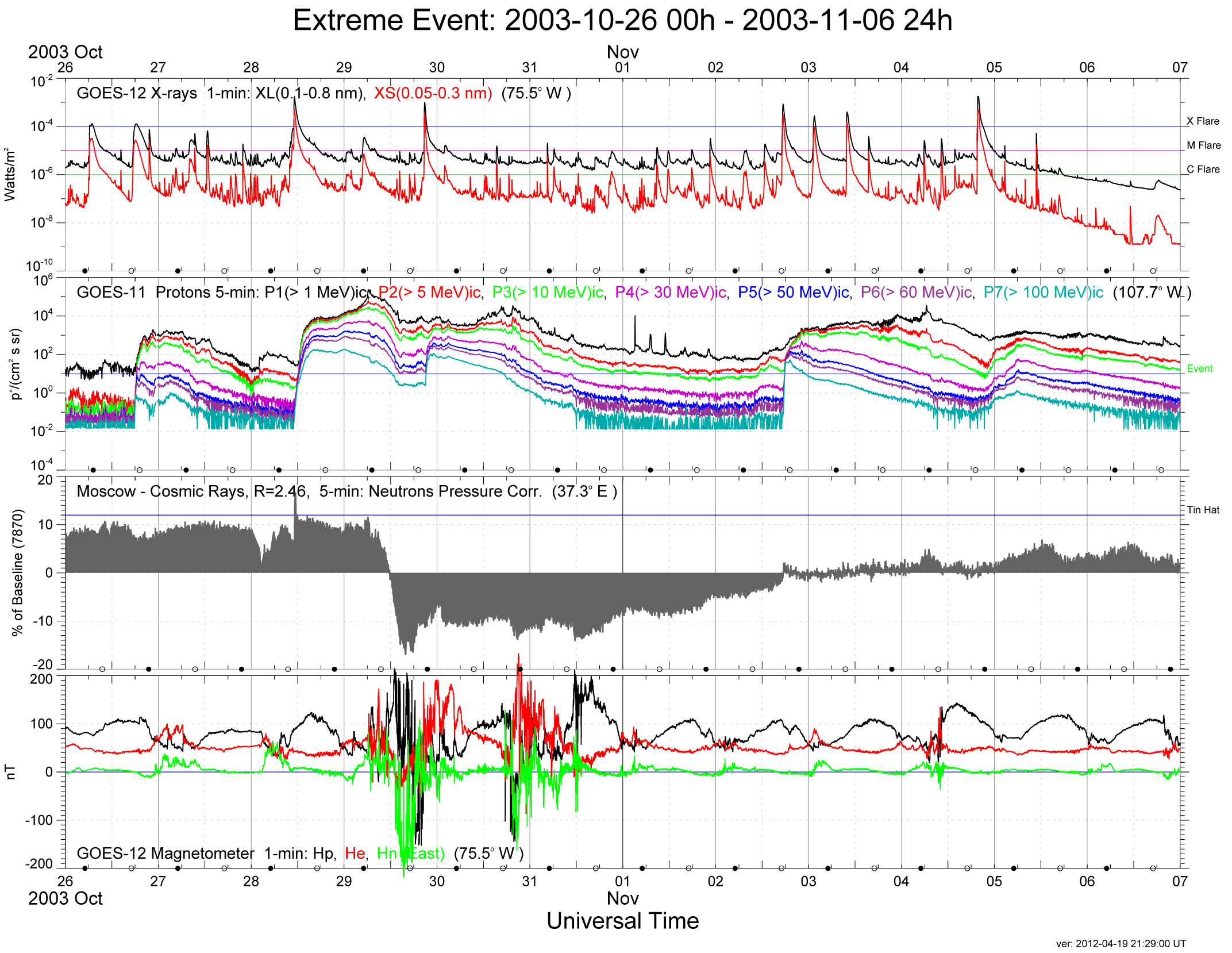
Varios datos registrados durante las tormentas de Halloween

Algunos científicos compararon la intensidad de una de las tormentas solares con el evento Carrington de 1859.
Estos eventos ocurrieron durante el ciclo solar 23, aproximadamente tres años después de su pico en 2000, que estuvo marcado por otra ocurrencia de actividad solar conocida como el evento del Día de la Bastilla. Otra tormenta de potencia similar no impactaría la Tierra sino hasta mayo de 2024.